# 克利夫頓鎮區 (堪薩斯州華盛頓縣)
克利夫頓鎮區（英語：Clifton Township）為美國堪薩斯州華盛頓縣轄下的鎮區。2010年美国人口普查中此鎮區人口有426人。

## 地理
克利夫頓鎮區涵蓋總面積為93.6平方（36.12平方英里），其中陸地面積為93.4平方（36.08平方英里），水域面積為0.10平方（0.04平方英里）或0.11%。

## 人口統計
根據2010年美國人口普查，克利夫頓鎮區人口有426人，其中男性有215人，女性有211人，人口密度為每平方公里4.56人，住房計204戶。鎮區內的白人有412人，非裔美國人有0人，美洲原住民有1人，亞裔美國人有11人，太平洋島裔美國人有0人，其他種族有2人，混血種族則有0人。此外鎮區內有3人為西班牙裔或拉丁裔美國人。此鎮區之年齡中位數為42.7歲，而男性年齡中位數為39.5歲，女性年齡中位數為47.2歲。

## 交通

### 主要公路
- 9號堪薩斯州州道